# Муниципальный театр Флоренции

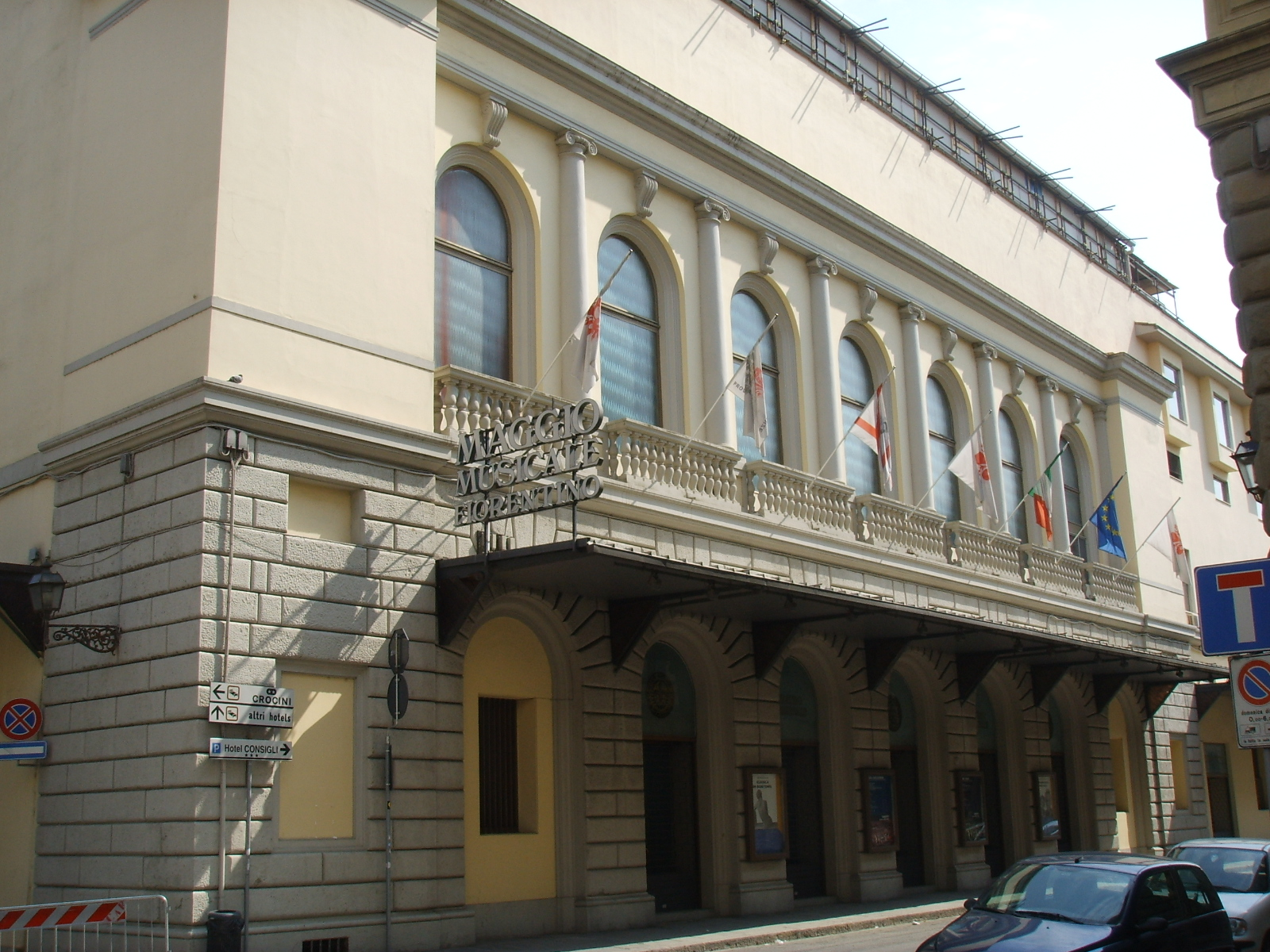
Фасад театра

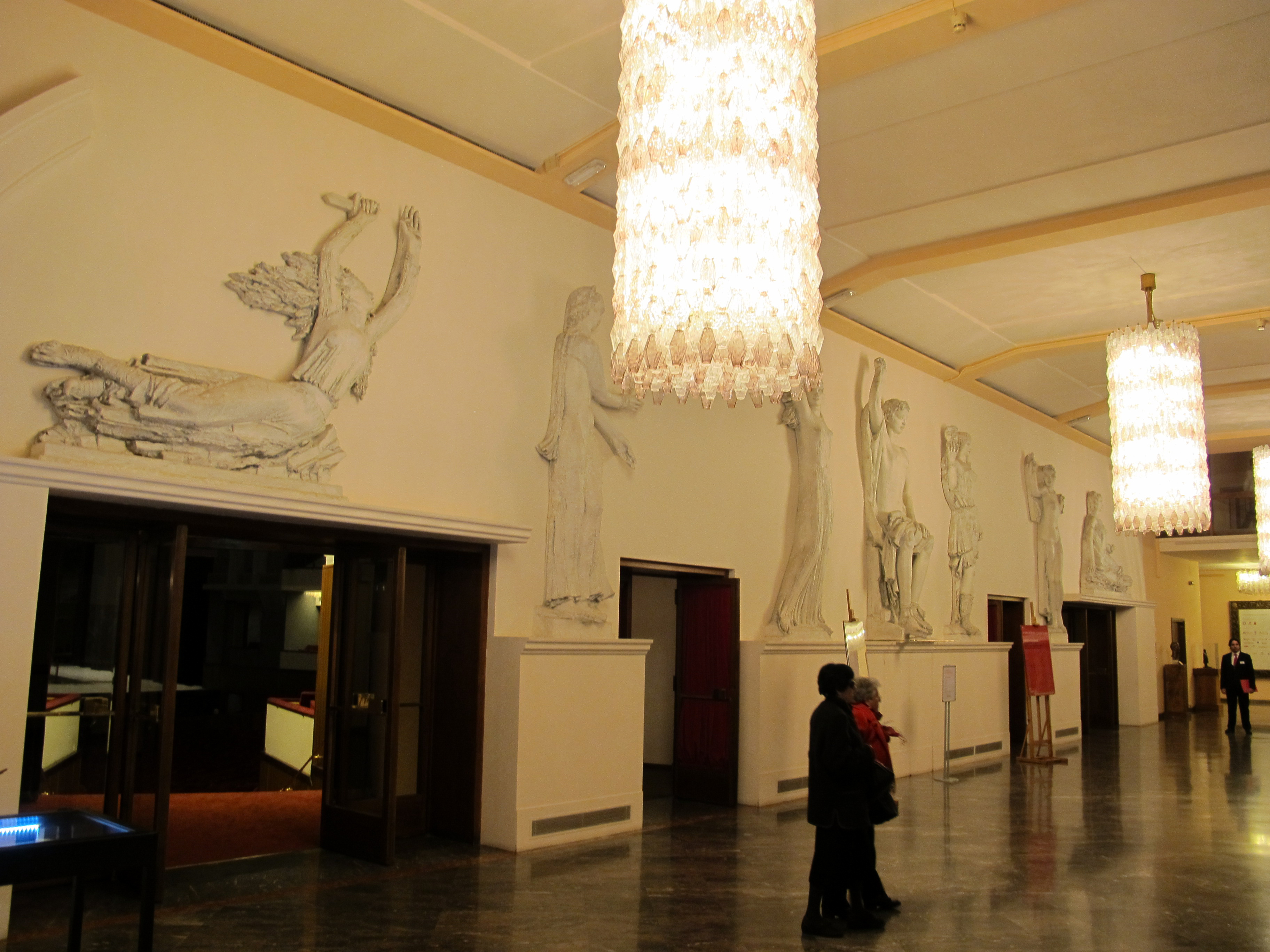
Фойе театра

Муниципальный театр Флоренции (итал. Teatro comunale) — оперный театр во Флоренции, служивший основной концертной площадкой международного фестиваля «Флорентийский музыкальный май». В 2021 году здание театра было снесено.
Здание, спроектированное Телемако Буонаюти, изначально было построено как амфитеатр на открытом воздухе под названием Politeama Fiorentino Vittorio Emanuele, рассчитанный на 6000 человек, и было открыто 17 мая 1862 года показом оперы Доницетти «Лючия ди Ламмермур». Театр быстро стал центром культурной жизни города. Закрывшись после пожара, он вновь заработал в апреле 1884 года. К 1911 году в здание было проведено как электричество, так и отопление.
В 1930 году здание было передано городским властям, которые переименовали его в Муниципальный театр (итал. Teatro Comunale). Бомбардировки времён Второй мировой войны вновь повредили здание. Это и другие проблемы привело к его закрытию на три года в 1958 году. В мае 1961 года модернизированный театр вновь был открыт демонстрацией оперы Верди «Дон Карлос».
В 1933 году в театре прошёл «Флорентийский музыкальный май» — наиболее значимый в то время музыкальный фестиваль Италии. Первый фестиваль открылся в муниципальном театре 22 апреля 1933 года оперой Верди «Набукко». В «фойе» театра, называемом Piccolo Teatro и вмещающем около 600 зрителей, проводились специальные камерные проекты фестиваля. 
В 2014 году для фестивальных мероприятий был построен новый театр Флорентийского майского музыкального фестиваля (итал. Teatro del Maggio Musicale Fiorentino), а историческое здание в 2015 году перестало использоваться. Через шесть лет оно было разобрано.